# Milton Palacio
Milton Sigmund Palacio, (ur. 7 lutego 1978 w Los Angeles) – amerykański koszykarz belizyjskiego pochodzenia, występujący na pozycji rozgrywającego, obecnie (od 2013) kierownik do spraw rozwoju zawodników drużyny NCAA – Idaho Vandals.
Swoją karierę akademicką zaczynał na uczelni Midland. W drafcie został wybrany przez drużynę Vancouver Grizzlies. Następnie grał w drużynach Boston Celtics, Phoenix Suns, Cleveland Cavaliers, a także Toronto Raptors. W karierze notował średnio 4,5 punktu na mecz, a także 0,8 zbiórek.

## Osiągnięcia
Na podstawie, o ile nie zaznaczono inaczej.
NCAA
- Zaliczony do I składu WAC (Western Athletic Conference – 1999)

Drużynowe
- Mistrz:
  - Ligi Adriatyckiej (2008)
  - Hiszpanii (2010)
  - Serbii (2008)
- Wicemistrz :
  - Eurocup (2009)
  - Litwy (2013)
  - Rosji (2009)
- Zdobywca pucharu Serbii (2008)
- Uczestnik rozgrywek TOP 8 Euroligi (2010, 2011)

Indywidualne
- MVP miesiąca Euroligi (marzec 2008)
- Uczestnik meczu gwiazd Ligi Adriatyckiej (2008)

Reprezentacja
- Mistrz Caribebasket (Karaibskiej Konfederacji Koszykówki – Caribbean Basketball Confederation – CBC – 1998)
- Wicemistrz COCABA (Confederación Centroamericana de Baloncesto – 2009)